# Monstre vert

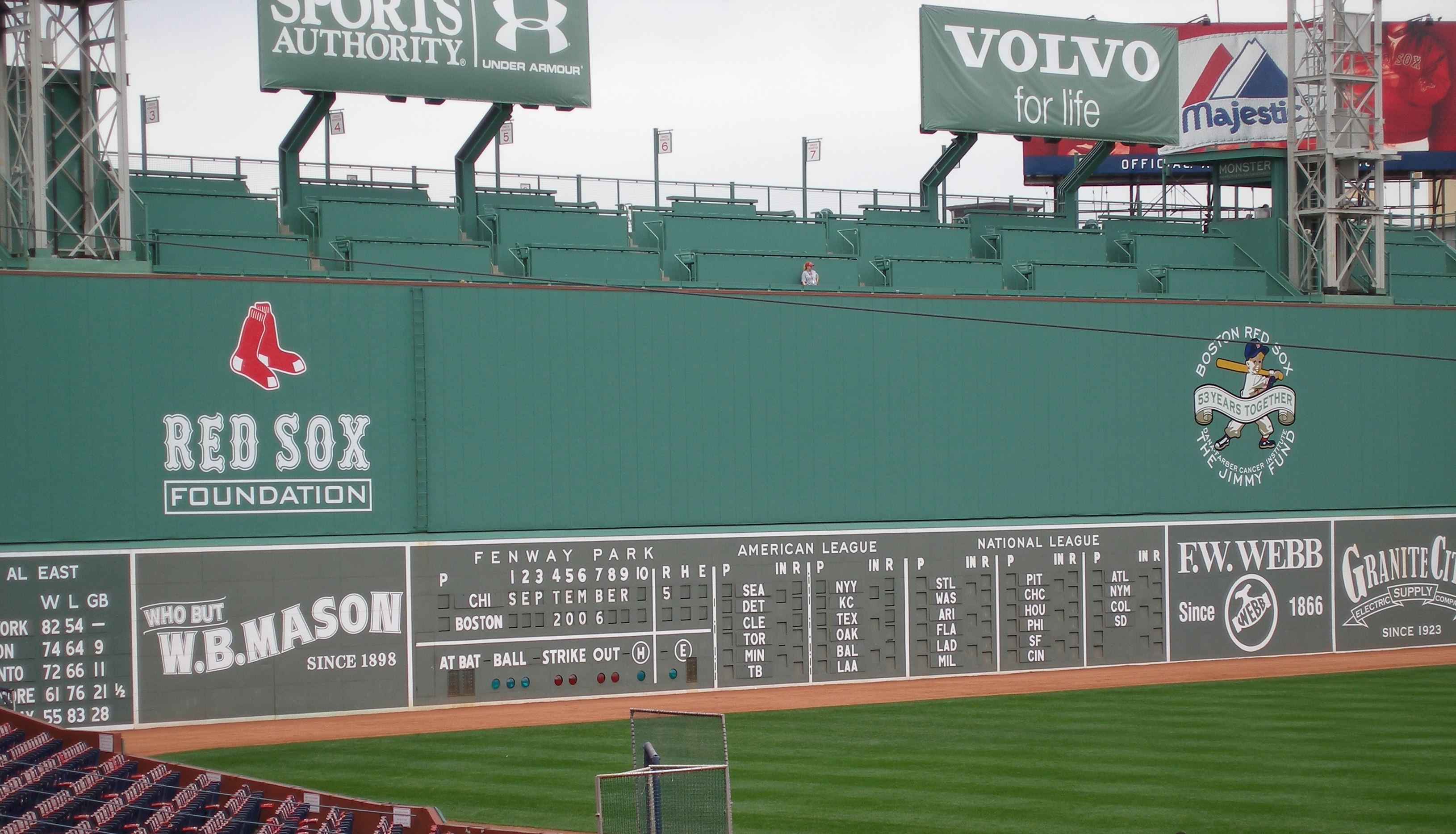
Le « monstre vert ».

Le « monstre vert », ou Green Monster en anglais, désigne, dans le baseball des ligues majeures en Amérique du Nord, le mur de plus de 11 mètres de hauteur qui clôture le champ extérieur gauche du Fenway Park, stade des Red Sox de Boston. Cette expression populaire, employée tant par les médias que par les fans de baseball, trouve son origine dans le fait que ce mur, de couleur verte, est bien plus haut que les clôtures de champ extérieur des stades de baseball contemporains ; fréquente cible des frappeurs droitiers, sa position proche du frappeur favorise les doubles et les coups de circuit.

## Description
Le mur a une hauteur de 37 pieds et 2 pouces (11,3 mètres) et une longueur de 231 pieds (70,40 mètres). Il est recouvert d'un plastique dur qui est repeint en vert chaque année, au printemps, avant le match d'ouverture de la saison régulière. Il est le plus haut mur des stades de baseball des ligues majeures, et le second plus haut mur des majeures et mineures, derrière le mur du Santander Stadium (en) de York, en Pennsylvanie.
Sur la moitié inférieure du mur figurent quatre tableaux de scores qui sont, encore de nos jours, mis à jour manuellement. Figurent respectivement les scores du match en cours, les scores des autres matches de la Ligue américaine, ligue des Red Sox, les scores de la Ligue nationale et le classement des clubs de la division Est de la Ligue américaine. Les scores du match en cours et des autres matches de la Ligue américaine sont mis à jour de derrière le mur, via un système de chiffres amovibles, tandis que les scores de la Ligue nationale sont mis à jour par devant le mur, entre chaque manche.